# Крайовці
Крайовці — (пол. Krajowcy, рос. Краёвцы) — політичний рух перших двадцяти років XX століття в Білорусі та Литві, діячі яких поєднували у своїй програмі автономістські, ліберальні та інтернаціональні гасла.
Центральною ідеєю краю було запровадження в Російській імперії адміністративно-територіальної автономії для управління її краєм (з місцевим парламентом у Вільнюсі), що, на думку «Краю», було необхідним для кращого розвитку «краю», а згодом трансформувалася в ідею державної незалежності земель колишнього Великого князівства Литовського та Руського. Ідеологія «народу Крайови» називалася «Крайною» (або «регіональною концепцією», «регіональною ідеєю») і базувалася на ідеї громадянської нації, згідно з якою всі корінні народи литовсько-білоруського регіону, незалежно від їх етнічної приналежності. культурної належності, є «громадянами країни» і повинні спільно працювати над її розвитком, процвітанням та політичною суб'єктивністю.